# Aethalura anticaria
Aethalura anticaria là một loài bướm đêm trong họ Geometridae.